# Campionats Internacionals de Pilota del 2010
L'edició del 2010 dels Campionats Internacionals de Pilota va ser l'Europilota 2010, organitzada per la Confederació Internacional de Joc de Pilota, i es va celebrar a les ciutats valencianes de Calp, Massamagrell, Montcada, València i Xilxes, del 7 al 12 de setembre.
S'hi jugà a les modalitats habituals: Frontó internacional, Joc internacional i Llargues, a més de la modalitat local, la Galotxa.
La recent inaugurada Ciutat de la Pilota a Montcada fou l'escenari de la gala inaugural i de la competició de galotxa. Per primera volta, hi hagué participació femenina, tot i que només a frontó. També fou la primera vegada que hi prengué part la selecció anglesa.

## Països participants[1]
- Anglaterra
- Bèlgica
- Espanya (representada per la Selecció Valenciana)
- França
- Itàlia
- Països Baixos

## Frontó
Els països participants en Frontó internacional masculí es divideixen en 2 grups:
- Grup A masculí: França, Països Baixos, Selecció Valenciana.
- Grup B masculí: Anglaterra, Bèlgica, Itàlia.

Les dones juguen totes en un mateix grup.
Totes les partides es disputen a Massamagrell el 10 de setembre.

### Grup A masculí
| Equip     | Equip         | Resultat |
| --------- | ------------- | -------- |
| França    | Països Baixos | 2-1      |
| Sel. Val. | França        | 2-0      |
| Sel. Val. | Països Baixos | 2-0      |

### Grup B masculí
| Equip      | Equip      | Resultat |
| ---------- | ---------- | -------- |
| Bèlgica    | Anglaterra | 0-2      |
| Bèlgica    | Itàlia     | 2-1      |
| Anglaterra | Itàlia     | 2-0      |

### Semifinals i final de frontó masculí
|  | Semifinals      | Semifinals |   |         | Final           | Final |
|  |                 |            |   |         |                 |       |
|  |                 |            |   |         |                 |       |
|  | Anglaterra      | 2          |   |         |                 |       |
|  | Països Baixos   | 0          |   |         |                 |       |
|  |                 |            |   |         |                 |       |
|  |                 |            |   |         |                 |       |
|  |                 |            |   |         | Sel. Valenciana | 1     |
|  |                 | Anglaterra | 2 |         |                 |       |
|  |                 |            |   |         |                 |       |
|  |                 |            |   |         |                 |       |
|  |                 |            |   |         | Tercer lloc     |       |
|  |                 |            |   |         |                 |       |
|  | Sel. Valenciana | 2          |   | Bèlgica | 2               |       |
|  | Bélgica         | 1          |   |         | Països Baixos   | 1     |

### Grup femení
| Equip      | Equip         | Resultat |
| ---------- | ------------- | -------- |
| Sel. Val.  | Itàlia        | 2-0      |
| Anglaterra | Països Baixos | 1-2      |
| Sel. Val.  | Anglaterra    | 2-1      |
| Itàlia     | Països Baixos | 0-2      |
| Sel. Val.  | Països Baixos | 0-2      |
| Anglaterra | Itàlia        | 2-0      |

### Finals de frontó femení
|  | Semifinals | Semifinals      |   |            | Final         | Final |
|  |            |                 |   |            |               |       |
|  |            |                 |   |            |               |       |
|  |            |                 |   |            |               |       |
|  |            |                 |   |            |               |       |
|  |            |                 |   |            |               |       |
|  |            |                 |   |            |               |       |
|  |            |                 |   |            | Països Baixos | 2     |
|  |            | Sel. Valenciana | 1 |            |               |       |
|  |            |                 |   |            |               |       |
|  |            |                 |   |            |               |       |
|  |            |                 |   |            | Tercer lloc   |       |
|  |            |                 |   |            |               |       |
|  |            |                 |   | Anglaterra | 2             |       |
|  |            |                 |   |            | Itàlia        | 0     |

## Galotxa
Totes les partides es disputen a Montcada (Horta Nord) el 9 de setembre. Els països participants en Galotxa es divideixen en 2 grups:
- Grup A: Anglaterra, Bèlgica, Selecció Valenciana.
- Grup B: França, Itàlia, Països Baixos.

### Grup A
| Equip      | Equip      | Resultat |
| ---------- | ---------- | -------- |
| Sel. Val.  | Bèlgica    | 4-0      |
| Sel. Val.  | Anglaterra | 4-1      |
| Anglaterra | Bèlgica    | 1-4      |

### Grup B
| Equip         | Equip         | Resultat |
| ------------- | ------------- | -------- |
| Itàlia        | Països Baixos | 1-4      |
| França        | Itàlia        | 1-4      |
| Països Baixos | França        | 4-2      |

### Semifinals i final
|  | Semifinals    | Semifinals |   |        | Final           | Final |
|  |               |            |   |        |                 |       |
|  |               |            |   |        |                 |       |
|  | Sel. Val.     | 6          |   |        |                 |       |
|  | Itàlia        | 0          |   |        |                 |       |
|  |               |            |   |        |                 |       |
|  |               |            |   |        |                 |       |
|  |               |            |   |        | Sel. Valenciana | 6     |
|  |               | Bèlgica    | 1 |        |                 |       |
|  |               |            |   |        |                 |       |
|  |               |            |   |        |                 |       |
|  |               |            |   |        | Tercer lloc     |       |
|  |               |            |   |        |                 |       |
|  | Països Baixos | 3          |   | Itàlia | 3               |       |
|  | Bèlgica       | 6          |   |        | Països Baixos   | 6     |

## Joc internacional
Els països participants en Joc internacional es divideixen en 2 grups:
- Grup A: Anglaterra, Itàlia, Selecció Valenciana.
- Grup B: França, Bèlgica, Països Baixos.

Totes les partides es disputen a Xilxes el 8 i 9 de setembre.

### Grup A
| Equip     | Equip      | Resultat |
| --------- | ---------- | -------- |
| Sel. Val. | Anglaterra | 6-0      |
| Sel. Val. | Itàlia     | 6-0      |
| Itàlia    | Anglaterra | 6-0      |

### Grup B
| Equip         | Equip         | Resultat |
| ------------- | ------------- | -------- |
| Bèlgica       | França        | 6-2      |
| Bèlgica       | Països Baixos | 6-2      |
| Països Baixos | França        | 6-2      |

### Semifinals i final
|  | Semifinals    | Semifinals |   |               | Final           | Final |
|  |               |            |   |               |                 |       |
|  |               |            |   |               |                 |       |
|  | Sel. Val.     | 6          |   |               |                 |       |
|  | Països Baixos | 4          |   |               |                 |       |
|  |               |            |   |               |                 |       |
|  |               |            |   |               |                 |       |
|  |               |            |   |               | Sel. Valenciana | 6     |
|  |               | Itàlia     | 1 |               |                 |       |
|  |               |            |   |               |                 |       |
|  |               |            |   |               |                 |       |
|  |               |            |   |               | Tercer lloc     |       |
|  |               |            |   |               |                 |       |
|  | Bèlgica       | 4          |   | Països Baixos | 5               |       |
|  | Itàlia        | 6          |   |               | Bèlgica         | 6     |

## Llargues
Els països participants en Llargues es divideixen en 2 grups:
- Grup A: França, Països Baixos, Selecció Valenciana.
- Grup B: Anglaterra, Bèlgica, Itàlia.

Totes les partides es disputen a Calp l'11 de setembre, excepte les finals, a València el 12 de setembre.

### Grup A
| Equip         | Equip         | Resultat |
| ------------- | ------------- | -------- |
| Sel. Val.     | França        |          |
| Països Baixos | Sel. Val.     |          |
| França        | Països Baixos |          |

### Grup B
| Equip   | Equip      | Resultat |
| ------- | ---------- | -------- |
| Itàlia  | Anglaterra |          |
| Bèlgica | Anglaterra |          |
| Bèlgica | Itàlia     |          |

### Semifinals
| Equip | Equip | Resultat |
| ----- | ----- | -------- |
|       |       |          |
|       |       |          |

### Finals de llargues
| Equip | Equip | Resultat |
| ----- | ----- | -------- |
|       |       |          |
|       |       |          |

## Quadre d'honor
| Modalitat                             | Campió          | Subcampió       |
| ------------------------------------- | --------------- | --------------- |
| Europilota 2010 (País valencià, 2010) | Sel. Valenciana |                 |
| Frontó internacional                  | Anglaterra      | Sel. Valenciana |
| Galotxa                               | Sel. Valenciana | Bèlgica         |
| Joc internacional                     | Sel. Valenciana | Itàlia          |
| Llargues                              | Bèlgica         | Sel. Valenciana |

### Campió absolut
- Sel. Valenciana

## Seleccions del 2010

### Selecció anglesa
Seleccionador: 
Jugadors:
|  |  |  |

### Selecció belga
Seleccionador: 
Jugadors:
|  |  |  |

### Selecció francesa
Seleccionador: 
Jugadors:
|  |  |  |

### Selecció italiana
Seleccionador: 
Jugadors:
|  |  |  |

### Selecció neerlandesa
Seleccionador: 
Jugadors:
|  |  |  |

### Selecció valenciana
Seleccionador:
- Pasqual Sanchis Moscardó, Pigat II

Jugadors:
| - Adrián Celda García, Adrián III de Museros - Álvaro Navarro Serra, Álvaro de Faura - Álvaro López Cremades, Álvaro de Tibi - Héctor Vidal Hernández, Héctor de la Vall de Laguar - Isaac Garcia Bernabeu, Isaac de Tibi - John Giner Muñoz, Jan de Murla - José Cabanes Corcera, Genovés II del Genovés - Juan José Gálvez Martí, Juanjo de Borbotó - Mario Berenguer Carratalà, Mario de Tibi - Pablo Vidal Climent, Pablo de Sella - Pasqual Balaguer Castillo, Pasqual II de la Pobla de Vallbona - José Sánchez Doménech, Pepet d'Alfara del Patriarca - Roberto Moreno Marí, Roberto de Beniparrell - Rodrigo Sebastià Alonso, Rodrigo de Benidorm - Santiago Ortuño Orquín, Santi de Finestrat - Sergio Navarro Masip, Sergio del Genovés - Vicent Arnau Martí, Vicent de Moncofa - Víctor Bueno Gimeno, Víctor de Meliana |  | - Ana Belén Giner Facila, de Borbotó - Maria José Giner Fácila, de Borbotó - Rosa González Pedrón, de Cocentaina - Sara Gil Contreras, de Godelleta |

| Precedit per: 2008 | Campionats Internacionals de Pilota 2010 | Succeït per: ' |